# The Weeknd
The Weeknd, de artiestennaam van Abel Makkonen Tesfaye (Toronto, 16 februari 1990), is een Canadese zanger, songwriter en muziekproducent. Daarnaast is hij de eigenaar van het platenlabel XO Records. Hij scoorde onder meer hits met Love Me Harder (2014, samenwerking met Ariana Grande), Can't Feel My Face (2015), Starboy, I Feel It Coming (beide 2016, samenwerkingen met Daft Punk), Blinding Lights, In Your Eyes (beide 2020), Take My Breath (2021) en Creepin' (2022, samenwerking met Metro Boomin). Hij gebruikte The Weeknd als artiestennaam, maar nadat hij zijn album Hurry Up Tomorrow uitbracht op 31 januari 2025, wil hij Abel Tesfaye genoemd worden.
The Weeknd maakt zwaardere zaken zoals onder andere liefde, drugs en mentale gezondheid makkelijker bespreekbaar door melancholische r&b-klanken te gebruiken. Deze muziek brengt Tesfaye uit via zijn platenlabel XO.

## Biografie
Tesfaye werd geboren in Toronto als zoon van Ethiopische immigranten en groeide op in de wijk Scarborough. Tesfaye refereert met zijn artiestennaam naar toen hij op zeventienjarige leeftijd stopte met de middelbare school, vervolgens samen met een vriend voor een weekend zijn ouderlijk huis verliet en nooit weer thuiskwam. Tesfaye koos om het te spellen als The Weeknd vanwege copyrightproblemen met een al bestaande band in Ontario, die al The Weekend heetten.

### 2010-2012: Opkomst enTrilogy
Tesfaye kreeg eind 2010 enige bekendheid via zijn YouTubekanaal, waar hij anoniem zijn muziek uploadde. Hij zette drie nummers op zijn account: What You Need, Loft Music en The Morning. Deze nummers kregen veel aandacht en op een gegeven moment werden ze opgemerkt door Drake's manager.
Hierna bracht hij op 21 maart 2011 zijn eerste mixtape uit, genaamd House of Balloons. Deze werd onder andere geproduceerd door Illangelo en Doc McKinney. Ook werden een aantal nummers door Jeremy Rose geproduceerd, maar hij kreeg er geen credits voor tot de release van Trilogy in 2012.
Op 24 juli 2011 gaf The Weeknd zijn eerste optreden in de Mod Club in Toronto. Voor velen was hij op dat moment nog een grote onbekende; sommigen dachten dat het om een band ging. Drake was ook aanwezig en benaderde hem.
Op 18 augustus 2011 verscheen zijn tweede mixtape (Thursday) en op 21 december zijn derde (Echoes of Silence). Vervolgens werd The Weeknd benaderd door verschillende platenmaatschappijen en werden zijn mixtapes gebundeld op het album Trilogy. Aan elke mixtape werd nog een bonusnummer toegevoegd.

### 2013-2014:Kiss Land
Op 10 september 2013 bracht The Weeknd zijn eerste studioalbum uit, genaamd Kiss Land. Hierop zijn samenwerkingen te vinden met Drake, Pharrell Williams en de Franse electro-dj Kavinsky (de laatste twee zijn te horen op de luxeversie van het album).
Het album was vooral een groot succes in Canada en de Verenigde Staten: in beide landen bereikte het de tweede plaats van de albumlijsten.
Eind 2014 scoorde The Weeknd een internationale hit met Love Me Harder, een samenwerking met Ariana Grande. In 2015 volgde eveneens succes met de single Earned It, afkomstig van de soundtrack van de film Fifty Shades of Grey.
Op het nummer Wanderlust wordt er gebruik gemaakt van het nummer Precious Little Diamond van de Nederlandse disco band Fox The Fox.

### 2015:Beauty Behind The Madness
The Weeknds tweede studioalbum, Beauty Behind the Madness, verscheen in augustus 2015. Hiervan werden de singles Can't Feel My Face en The Hills wereldwijde hits: beide nummers stonden op nummer 1 in de Verenigde Staten en Canada en behaalden top 10-noteringen in talloze andere landen. Ook de hierop volgende single In The Night was erg succesvol.

### 2016-2018:StarboyenMy Dear Melancholy,
In 2016 werkte The Weeknd aan zijn derde album, dat onder de naam Starboy uitkwam op 25 november van dat jaar. De eerste twee singles van dit album, de titeltrack Starboy en I Feel It Coming, waren beide samenwerkingen met het Franse electroduo Daft Punk en groeiden overal ter wereld uit tot grote hits. Starboy stond in verschillende landen op nummer 1, waaronder in Nederland, de Verenigde Staten, Canada en Frankrijk.
In 2018 scoorde The Weeknd hits met Pray for Me (een samenwerking met Kendrick Lamar voor de soundtrack van de film Black Panther) en Call Out My Name. Laatstgenoemd nummer is afkomstig van het ep My Dear Melancholy, dat op 30 maart 2018 uitkwam. De ep bevat zes nummers, waarvan twee in samenwerking met Gesaffelstein, een Franse artiest. Nadat Tesfayes relatie met Selena Gomez uitging, besloot hij om het album waar hij mee bezig was niet uit te brengen en in plaats daarvan de ep te maken, waarin hij zingt over zijn gevoelens na de break-up.

### 2019-2021:After Hours
In november 2018 begon The Weeknd te werken aan zijn vierde studioalbum, dat hij op 20 maart 2020 uitbracht onder de naam After Hours. De lead single, Heartless, verscheen op 27 november 2019. Twee dagen later, op 29 november 2019, verscheen zijn tweede single: Blinding Lights. Met dit nummer heeft The Weeknd twee records gevestigd in de Nederlandse Top 40. Blinding Lights stond op 15 mei 2020 20 weken onafgebroken in de top drie en steeg op 1 mei 2020 voor de derde keer naar de 1ste plaats. Dit is nog niet eerder voorgekomen. Daarnaast is het nummer het meest gestreamde nummer op Spotify.
De derde single, In Your Eyes, werd op 24 maart 2020 uitgeroepen tot zogenoemde promotiesingle, 4 dagen nadat het album verscheen. Op 21 mei 2020 verscheen een remix, samen met Doja Cat. Een paar maanden later, op 16 oktober 2020, werd er een tweede remix gepubliceerd, waarin Kenny G de saxofoon van het nummer speelt. Deze versie van het nummer was eerder al vertoond tijdens het 2020 Time 100-primetime-evenement.
De vierde en laatste single, Save Your Tears, werd op 9 augustus 2020 uitgeroepen tot single. Het nummer kreeg veel aandacht toen The Weeknd op 6 januari 2021 de muziekvideo voor het nummer publiceerde, waarin het leek alsof hij een operatie had ondergaan aan zijn gezicht. Memes over zijn enorm veranderde gezicht gingen het internet rond. Later bleek dat het geen echte plastische chirurgie was, maar een publiciteitsstunt. Een remix samen met Ariana Grande behaalde de eerste plek in de Billboard Hot 100 hitlijst. Op 11 mei, 24 mei en 1 juni 2021 trad The Weeknd op met Save Your Tears, als de laatste paar optredens van het After Hours-tijdperk.
Het album werd positief ontvangen door critici, de website Metacritic beoordeelde het album met een gemiddelde score van 83 gebaseerd op 17 reviews. Het album was enorm succesvol en stond op nummer 1 in verscheidene landen, waaronder Australië, Canada, Nederland, Zweden, Groot-Brittannië en de Verenigde Staten.
Op 5 februari 2021 werd The Highlights uitgebracht: het tweede verzamelalbum met daarop zijn grootste hits. Twee dagen later, op 7 februari 2021, trad Tesfaye op tijdens de Super Bowl LV Halftime Show. The Weeknd investeerde zelf 5,7 miljoen euro in zijn optreden nadat hoofdsponsor Pepsi besloot het budget voor 2021 te verkleinen. Hij deed dit, naar eigen zeggen, om de show te maken die hij altijd al voor ogen had.

### 2022-2023:Dawn FMen Tour
The Weeknd maakte voor het eerst bekend dat hij aan een nieuw album zat te werken, tijdens een interview in september 2020, met het tijdschrift Rolling Stone: “I might have another album ready to go by the time this quarantine is over.” Een paar maanden later, op 24 mei 2021, zei hij in een dankwoord bij de Billboard Music Awards: "The After Hours are done, and The Dawn is coming." Tijdens zijn dankwoord op 28 mei 2021 bij de iHeartRadio Music Awards zei hij hetzelfde.
Drie maanden later verscheen op zijn sociale media een 1:41 minuut lange teaser, waarmee hij zijn fans een voorproefje gaf van zijn komende nummer. Op 3 augustus 2021 verscheen een advertentie voor de Tokyo Olympics 2021, waarin weer een stukje van het nummer te horen was. Drie dagen later, op 6 augustus 2021, verscheen dat nummer, genaamd Take My Breath. De verlengde versie zou later op zijn album Dawn FM komen.
Op 18 oktober 2021 kondigde The Weeknd aan dat zijn opkomende tour, oorspronkelijk The After Hours Tour, volledig in stadions gehouden zou worden. Daarnaast werd de titel veranderd naar de After Hours til Dawn Tour, doordat het elementen van zijn vierde en vijfde albums bevat. Het eerste deel van de tour begon op 14 juli 2022 in Noord-Amerika. The Weeknd zal met zijn tour de continenten Zuid-Amerika, Europa, Azië, Afrika, het Midden-Oosten, het land Australië en Nieuw-Zeeland bezoeken.
In het najaar van 2021 verschenen een reeks samenwerkingen, zoals met Swedish House Mafia, Post Malone, FKA twigs en met Aaliyah voor haar postuumalbum. Van deze samenwerkingen werd Moth to a Flame met Swedish House Mafia wereldwijd een bescheiden hit.
Op 7 januari 2022 verscheen het vijfde studio-album van The Weeknd, genaamd Dawn FM. The Weeknd steunde de release van het album door, in samenwerking met Amazon Music, live te streamen op Twitch. Op dezelfde datum werd ook de tweede single van het album bekendgemaakt; Sacrifice. Vijf dagen later, op 12 januari, verscheen er een deluxe versie van het album, met drie nieuwe nummers. Dit verscheen samen met een muziekvideo van het nummer Gasoline. Later werd er een remix van het nummer Out of Time aan de luxeversie van het album toegevoegd.
Op 26 februari werkte The Weeknd samen met Prime Video, een streamingdienst van Amazon, om een eenmalige show genaamd The Dawn FM Experience te maken. In die show zong hij een groot gedeelte van de nummers van zijn nieuwe album, Dawn FM, live. Op 20 maart speelde The Weeknd in een aflevering van The Simpsons, hij deed de voice-over van Orion Hughes en zijn vader. Op 5 april verscheen er een nieuwe muziekvideo, dit keer van het nummer Out of Time. In de video spelen naast Abel ook de actrice HoYeon Jung en de acteur Jim Carrey. Op 18 april trad Abel op op het festival Coachella als headliner. Hij deed dit samen met Swedish House Mafia.
In de zomermaanden van 2022 verschenen er van The Weeknd een reeks remixes van nummers van het album. Dit werd in samenwerking met verschillende producers of dj's gedaan, zoals Kaytranada, Mike Dean, Oneohtrix Point Never, Sebastian Ingrosso en Salvatore Ganacci. Ook verscheen er op 5 augustus 2022 een remix van het nummer Best Friends, in samenwerking met de artiest Summer Walker. 
Op 7 januari 2023, precies een jaar na het verschijnen van Dawn FM, verscheen een muziekvideo van het nummer Is There Someone Else? Op 12 januari 2023 verbrak The Weeknd het record van hoogste aantal maandelijkse luisteraars op Spotify, met 94,7 miljoen. Sindsdien is hij doorgegroeid naar 120,7 miljoen maandelijkse luisteraars op 12 oktober 2024. Op 24 februari 2023 werkte The Weeknd samen met Ariana Grande voor een remix van zijn nummer Die for You uit 2016, nadat het nummer hoger in de hitlijsten klom rond eind 2022 en begin 2023. Hierop volgend publiceerde The Weeknd op 14 maart 2023 een luxeversie van zijn album Starboy uit 2016. Op 3 maart 2023 verscheen Tesfayes eerste livealbum, genaamd Live At SoFi Stadium, opgenomen tijdens zijn liveshow op 27 november 2022. Op 17 april maakte The Weeknd bekend dat zijn tv-show The Idol wordt gepubliceerd op 3 juni 2023, via de online streamingsdienst HBO Max. Op 21 april 2023 publiceerde Tesfaye een nieuwe single, genaamd Double Fantasy, afkomstig van de soundtrack voor The Idol. Voor deze single werkte hij samen met rapper Future en producenten Metro Boomin en Mike Dean.
Op 8 mei 2023 gaf The Weeknd een interview aan modeblad W, waarin hij vertelde dat hij verder wil gaan als artiest onder zijn geboortenaam Abel Tesfaye, om artistiek een nieuwe weg in te slaan. Hij vertelde dat zijn komende album de laatste als The Weeknd wordt: "The album I’m working on now is probably my last hurrah as The Weeknd. This is something that I have to do. As The Weeknd, I’ve said everything I can say."

### 2024:Hurry Up Tomorrow
Tesfaye hintte voor het eerst over een vervolgalbum voor Dawn FM in 2022 en zei tegen zijn fans: "I wonder... did you know you're experiencing a new trilogy?" via Twitter. Op 8 januari 2024 hintte hij verder een aankomend album, door foto's van zijn laatste twee albums en een vraagteken op zijn sociale media te plaatsen. Op 22 maart 2024 verscheen hij op het nummer Young Metro van het gezamenlijke album We Don't Trust You van Future en Metro Boomin, evenals op verschillende nummers op het album We Still Don't Trust You van Future en Metro Boomin.
Op 17 juli 2024 kondigde Tesfaye een show van één nacht aan in São Paulo, Brazilië, die plaatsvond op 7 september 2024. Drie dagen voorafgaand aan het concert maakte hij de titel bekend van zijn aanstaande zesde album, Hurry Up Tomorrow. In São Paulo liet Tesfaye meerdere nummers van zijn nieuwe, opkomende album horen, waaronder het nummer Dancing in the Flames dat op 13 september vervolgens als single werd uitgebracht. Gelijktijdig werd een videoclip, die volledig was opgenomen met een iPhone 16 Pro, uitgebracht.
De tweede single, "Timeless", een samenwerking met Playboi Carti, werd op 27 september 2024 uitgebracht, na een live uitvoering tijdens het concert in São Paulo. De bijbehorende muziekvideo volgde op 30 september 2024.
Op 30 oktober 2024 verscheen de derde single, "São Paulo", met de Braziliaanse zangeres Anitta, vergezeld van een muziekvideo die op dezelfde dag werd uitgebracht. 
Op 4 november 2024 kondigde Lionsgate aan de wereldwijde distributierechten te hebben verworven voor de psychologische thrillerfilm "Hurry Up Tomorrow", gebaseerd op het album. De film, met The Weeknd in de hoofdrol naast Jenna Ortega en Barry Keoghan, staat gepland voor release op 16 mei 2025 in de Verenigde Staten.
Tijdens Spotify's Billions Club-concert op 17 december 2024 bevestigde The Weeknd dat de After Hours til Dawn Stadium Tour in 2025 zou doorgaan ter ondersteuning van het album.
The Weeknds aankomende album, getiteld Hurry Up Tomorrow, wordt op 31 januari 2025 uitgebracht. Het album is geïnspireerd door filosofische thema's zoals die van Nietzsche en de muzikale invloed van Giorgio Moroder, die ook heeft meegewerkt aan de productie. Naast The Weeknd zelf werkten ook bekende namen zoals Max Martin, Oscar Holter, Pharrell Williams en Mike Dean aan het album.
Oorspronkelijk zou het album eerder worden uitgebracht, maar de release werd uitgesteld naar 31 januari 2025 vanwege de bosbranden in Los Angeles. Ook een gepland concert in het Rose Bowl-stadion in Los Angeles op 25 januari werd geannuleerd uit respect en zorg voor de inwoners van het getroffen gebied.
The Weeknd heeft aangekondigd dat dit zijn laatste album onder de naam "The Weeknd" zal zijn. Hij heeft aangegeven dat hij dit personage wil "beëindigen" en een nieuw hoofdstuk in zijn carrière wil beginnen, waarbij hij zichzelf op een andere manier als artiest zal presenteren.

## Discografie

### Albums
| Album met eventuele hitnotering(en) in de Nederlandse Album Top 100 | Datum van verschijnen | Datum van binnenkomst | Hoogste positie | Aantal weken | Opmerkingen                                 |
| ------------------------------------------------------------------- | --------------------- | --------------------- | --------------- | ------------ | ------------------------------------------- |
| Trilogy                                                             | 09-11-2012            | 17-11-2012            | 48              | 3            | Verzamelalbum                               |
| Kiss Land                                                           | 06-09-2013            | 14-09-2013            | 52              | 2            |                                             |
| Beauty Behind the Madness                                           | 28-08-2015            | 05-09-2015            | 2               | 52           |                                             |
| Starboy                                                             | 25-11-2016            | 03-12-2016            | 2               | 266*         |                                             |
| My Dear Melancholy                                                  | 30-03-2018            | 07-04-2018            | 3               | 23           | ep                                          |
| The Weeknd in Japan                                                 | 21-11-2018            | -                     |                 |              | Verzamelalbum (Alleen in Japan uitgebracht) |
| After Hours                                                         | 20-03-2020            | 28-03-2020            | 1(3wk)          | 263*         |                                             |
| The Highlights                                                      | 05-02-2021            | 13-02-2021            | 29              | 4            | Verzamelalbum                               |
| Dawn FM                                                             | 07-01-2022            | 15-01-2022            | 1(2wk)          | 56           |                                             |
| Hurry Up Tomorrow                                                   | 31-01-2025            | 08-02-2025            | 1(1wk)          | 11*          |                                             |

| Album met hitnotering(en) in de Vlaamse Ultratop 200 albums | Datum van verschijnen | Datum van binnenkomst | Hoogste positie | Aantal weken | Opmerkingen   |
| ----------------------------------------------------------- | --------------------- | --------------------- | --------------- | ------------ | ------------- |
| Trilogy                                                     | 2012                  | 17-11-2012            | 60              | 18           | Verzamelalbum |
| Kiss Land                                                   | 2013                  | 21-09-2013            | 50              | 5            |               |
| Beauty Behind the Madness                                   | 2015                  | 05-09-2015            | 2               | 162          |               |
| Starboy                                                     | 2016                  | 03-12-2016            | 7               | 345*         | Platina       |
| My Dear Melancholy                                          | 2018                  | 07-04-2018            | 3               | 44           | ep            |
| After Hours                                                 | 2020                  | 28-03-2020            | 1(1wk)          | 264*         | 2x Platina    |
| The Highlights                                              | 2021                  | 13-02-2021            | 10              | 46           | Verzamelalbum |
| Dawn FM                                                     | 2022                  | 15-01-2022            | 2               | 94           | Goud          |
| Hurry Up Tomorrow                                           | 2025                  | 08-02-2025            | 1(1wk)          | 11*          |               |

### Singles
| Single met eventuele hitnotering(en) in de Nederlandse Top 40 | Datum van verschijnen | Datum van binnenkomst | Hoogste positie | Aantal weken | Opmerkingen                                                                                 |
| ------------------------------------------------------------- | --------------------- | --------------------- | --------------- | ------------ | ------------------------------------------------------------------------------------------- |
| Elastic Heart                                                 | 01-01-2013            | 19-10-2013            | tip11           | -            | met Sia & Diplo / Soundtrack The Hunger Games: Catching Fire / Nr. 46 in de Single Top 100  |
| Love Me Harder                                                | 25-08-2014            | 29-11-2014            | 7               | 17           | met Ariana Grande / Nr. 12 in de Single Top 100 / Alarmschijf                               |
| Earned It                                                     | 23-12-2014            | 07-02-2015            | 15              | 13           | Soundtrack Fifty Shades of Grey / Nr. 8 in de Single Top 100                                |
| Often                                                         | 31-06-2014            | -                     |                 |              | Nr. 65 in de Single Top 100                                                                 |
| Can't Feel My Face                                            | 09-06-2015            | 29-06-2015            | 2               | 29           | Nr. 3 in de Single Top 100                                                                  |
| The Hills                                                     | 27-05-2015            | 17-10-2015            | tip2            | -            | Nr. 29 in de Single Top 100                                                                 |
| In the Night                                                  | 28-08-2015            | 09-01-2016            | 13              | 13           | Nr. 22 in de Single Top 100 / Alarmschijf                                                   |
| Low Life                                                      | 13-04-2016            | -                     |                 |              | met Future / Nr. 91 in de Single Top 100                                                    |
| Starboy                                                       | 22-09-2016            | 01-10-2016            | 1(4wk)          | 21           | met Daft Punk / Nr. 1 in de Single Top 100 / Alarmschijf                                    |
| I Feel It Coming                                              | 17-11-2016            | 03-12-2016            | 3               | 19           | met Daft Punk / Nr. 4 in de Single Top 100 / Alarmschijf                                    |
| Party Monster                                                 | 17-11-2016            | -                     |                 |              | Nr. 27 in de Single Top 100                                                                 |
| Sidewalks                                                     | 25-11-2016            | -                     |                 |              | met Kendrick Lamar / Nr. 47 in de Single Top 100                                            |
| Secrets                                                       | 25-11-2016            | -                     |                 |              | Nr. 55 in de Single Top 100                                                                 |
| Reminder                                                      | 25-11-2016            | -                     |                 |              | Nr. 60 in de Single Top 100                                                                 |
| Six Feet Under                                                | 25-11-2016            | -                     |                 |              | Nr. 63 in de Single Top 100                                                                 |
| A Lonely Night                                                | 25-11-2016            | -                     |                 |              | Nr. 72 in de Single Top 100                                                                 |
| True Colors                                                   | 25-11-2016            | -                     |                 |              | Nr. 76 in de Single Top 100                                                                 |
| False Alarm                                                   | 30-09-2016            | -                     |                 |              | Nr. 79 in de Single Top 100                                                                 |
| Attention                                                     | 25-11-2016            | -                     |                 |              | Nr. 86 in de Single Top 100                                                                 |
| Stargirl Interlude                                            | 25-11-2016            | -                     |                 |              | met Lana Del Rey / Nr. 93 in de Single Top 100                                              |
| Die for You                                                   | 25-11-2016            | -                     |                 |              | Nr. 96 in de Single Top 100                                                                 |
| Love to Lay                                                   | 25-11-2016            | -                     |                 |              | Nr. 97 in de Single Top 100                                                                 |
| All I Know                                                    | 25-11-2016            | -                     |                 |              | met Future / Nr. 99 in de Single Top 100                                                    |
| Rockin'                                                       | 25-11-2016            | 13-05-2017            | tip6            | -            | Nr. 25 in de Single Top 100                                                                 |
| Pray for Me                                                   | 09-02-2018            | 17-02-2018            | 14              | 11           | Soundtrack Black Panther / met Kendrick Lamar / Nr. 22 in de Single Top 100 / Alarmschijf   |
| Call Out My Name                                              | 30-03-2018            | 14-04-2018            | 30              | 5            | Nr. 14 in de Single Top 100                                                                 |
| Try Me                                                        | 30-03-2018            | -                     |                 |              | Nr. 43 in de Single Top 100                                                                 |
| Wasted Times                                                  | 30-03-2018            | -                     |                 |              | Nr. 53 in de Single Top 100                                                                 |
| Hurt You                                                      | 30-03-2018            | -                     |                 |              | met Gesaffelstein / Nr. 63 in de Single Top 100                                             |
| I Was Never There                                             | 30-03-2018            | -                     |                 |              | met Gesaffelstein / Nr. 67 in de Single Top 100                                             |
| Privilege                                                     | 30-03-2018            | -                     |                 |              | Nr. 80 in de Single Top 100                                                                 |
| Lost in the Fire                                              | 11-01-2019            | 26-01-2019            | 35              | 5            | met Gesaffelstein / Nr. 60 in de Single Top 100                                             |
| Heartless                                                     | 27-11-2019            | 30-11-2019            | tip18           | -            | Nr. 30 in de Single Top 100                                                                 |
| Blinding Lights                                               | 29-11-2019            | 14-12-2019            | 1(14wk)         | 34           | Nr. 1 in de Single Top 100 / Hit van het jaar 2020 / Voorheen succesvolste Alarmschijf ooit |
| After Hours                                                   | 20-03-2020            | -                     |                 |              | Nr. 27 in de Single Top 100                                                                 |
| In Your Eyes                                                  | 20-03-2020            | 04-04-2020            | 5               | 22           | Nr. 19 in de Single Top 100                                                                 |
| Smile                                                         | 07-08-2020            | -                     |                 |              | met Juice WRLD / Nr. 47 in de Single Top 100                                                |
| Over Now                                                      | 28-08-2020            | 29-08-2020            | tip2            | -            | met Calvin Harris / Nr. 83 in de Single Top 100                                             |
| Save Your Tears                                               | 20-03-2020            | 29-08-2020            | 16              | 15           | Nr. 15 in de Single Top 100                                                                 |
| Off The Table                                                 | 30-10-2020            | -                     |                 |              | met Ariana Grande / Nr. 93 in de Single Top 100                                             |
| Hawái (Remix)                                                 | 05-11-2020            | 14-11-2020            | 13              | 19           | met Maluma / Nr. 17 in de Single Top 100                                                    |
| You Right                                                     | 24-06-2021            | -                     |                 |              | met Doja Cat / Nr. 59 in de Single Top 100                                                  |
| Take My Breath                                                | 06-08-2021            | 14-08-2021            | 7               | 16           | Nr. 17 in de Single Top 100 / Alarmschijf                                                   |
| Hurricane                                                     | 27-08-2021            | -                     |                 |              | met Kanye West en Lil Baby / Nr. 28 in de Single Top 100                                    |
| Moth to a Flame                                               | 22-10-2021            | 30-10-2021            | 10              | 23           | met Swedish House Mafia / Nr. 19 in de Single Top 100 / Alarmschijf                         |
| One Right Now                                                 | 5-11-2021             | 20-11-2021            | 25              | 4            | met Post Malone / Nr. 35 in de Single Top 100                                               |
| Sacrifice                                                     | 07-01-2022            | 15-01-2022            | 10              | 11           | Nr. 15 in de Single Top 100 / Alarmschijf                                                   |
| Out of Time                                                   | 07-01-2022            | 09-04-2022            | tip15           | -            | Nr. 86 in de Single Top 100                                                                 |
| How Do I Make You Love Me?                                    | 07-01-2022            | -                     |                 |              | Nr. 44 in de Single Top 100                                                                 |
| Creepin'                                                      | 02-12-2022            | 24-12-2022            | 2               | 25           | met Metro Boomin en 21 Savage / Nr. 7 in de Single Top 100                                  |
| Die for You Remix                                             | 24-02-2023            | 11-03-2023            | 13              | 9            | met Ariana Grande                                                                           |
| Double Fantasy                                                | 21-04-2023            | 22-04-2023            | tip11           | -            | Soundtrack The Idol / met Future / Nr. 38 in de Single Top 100                              |
| Popular                                                       | 02-06-2023            | 10-06-2023            | tip5            | -            | Soundtrack The Idol / met Madonna en Playboi Carti / Nr. 23 in de Single Top 100            |
| K-Pop                                                         | 21-06-2023            | 29-07-2023            | tip23           | -            | met Travis Scott en Bad Bunny / Nr. 49 in de Single Top 100                                 |
| One of the Girls                                              | 23-06-2023            | -                     |                 |              | Soundtrack The Idol / met Jennie en Lily-Rose Depp / Nr. 66 in de Single Top 100            |
| Dancing in the Flames                                         | 13-09-2024            | 21-09-2024            | 16              | 14           | Nr. 35 in de Single Top 100                                                                 |
| Timeless                                                      | 27-09-2024            | 12-10-2024            | tip11           | -            | met Playboi Carti / Nr. 24 in de Single Top 100                                             |
| São Paulo                                                     | 31-10-2024            | -                     |                 |              | met Anitta / Nr. 38 in de Single Top 100                                                    |
| Cry for Me                                                    | 31-01-2025            | 07-02-2025            | 26              | 4*           | Nr. 24 in de Single Top 100                                                                 |
| Rather Lie                                                    | 14-03-2025            | -                     |                 |              | met Playboi Carti / Nr. 41 in de Single Top 100                                             |

| Single met hitnotering(en) in de Vlaamse Ultratop 50 | Datum van verschijnen | Datum van binnenkomst | Hoogste positie | Aantal weken | Opmerkingen                             |
| ---------------------------------------------------- | --------------------- | --------------------- | --------------- | ------------ | --------------------------------------- |
| Wicked Games                                         | 2012                  | 17-11-2012            | tip 83          | -            |                                         |
| Odd Look                                             | 2013                  | 14-09-2013            | 18              | 15           | met Kavinsky                            |
| Love Me Harder                                       | 2014                  | 17-01-2015            | 45              | 3            | met Ariana Grande                       |
| Earned It                                            | 2014                  | 21-02-2015            | 14              | 13           | Soundtrack Fifty Shades of Grey / Goud  |
| Can't Feel My Face                                   | 2015                  | 27-06-2015            | 13              | 25           | Platina                                 |
| The Hills                                            | 2015                  | 17-10-2015            | 18              | 16           |                                         |
| In the Night                                         | 2015                  | 06-02-2016            | 29              | 8            |                                         |
| Low Life                                             | 2016                  | 09-04-2016            | tip             | -            | met Future                              |
| 6 Inch                                               | 2016                  | 07-05-2016            | tip 15          | -            | met Beyoncé                             |
| Might Not                                            | 2016                  | 11-06-2016            | tip             | -            | met Belly                               |
| Starboy                                              | 2016                  | 01-10-2016            | 2               | 24           | met Daft Punk / 2× Platina              |
| I Feel It Coming                                     | 2016                  | 10-12-2016            | 3               | 22           | met Daft Punk / Platina                 |
| Reminder                                             | 2017                  | 11-03-2017            | tip             | -            |                                         |
| Lust For Life                                        | 2017                  | 29-04-2017            | tip 17          | -            | met Lana Del Rey                        |
| Rockin'                                              | 2017                  | 17-06-2017            | tip 14          | -            |                                         |
| A Lie                                                | 2016                  | 29-07-2017            | tip             | -            | met French Montana & Max B              |
| Pray for Me                                          | 2018                  | 10-02-2018            | 22              | 9            | met Kendrick Lamar                      |
| Call Out My Name                                     | 2018                  | 07-04-2018            | 31              | 6            |                                         |
| Lost in the Fire                                     | 2019                  | 26-01-2019            | 43              | 2            | met Gesaffelstein                       |
| Power Is Power                                       | 2019                  | 27-04-2019            | tip 10          | -            | met SZA & Travis Scott                  |
| Heartless                                            | 2019                  | 07-12-2019            | 49              | 1            |                                         |
| Blinding Lights                                      | 2019                  | 14-12-2019            | 1(17wk)         | 76           | 4× Platina / Hit van het jaar 2020      |
| After Hours                                          | 2020                  | 29-02-2020            | 43              | 1            |                                         |
| In Your Eyes                                         | 2020                  | 11-04-2020            | 8               | 27           | Platina                                 |
| Smile                                                | 2020                  | 22-08-2020            | 48              | 1            | met Juice WRLD                          |
| Over Now                                             | 2020                  | 05-09-2020            | tip 7           | -            | met Calvin Harris                       |
| Hawái (Remix)                                        | 2020                  | 14-11-2020            | tip 11          | -            | met Maluma                              |
| Save Your Tears                                      | 2020                  | 16-01-2021            | 1(1wk)          | 35           | Platina / Hit van het jaar 2021         |
| Take My Breath                                       | 2021                  | 14-08-2021            | 4               | 27           |                                         |
| Moth to a Flame                                      | 2021                  | 31-10-2021            | 17              | 20           | met Swedish House Mafia                 |
| One Right Now                                        | 2021                  | 13-11-2021            | 43              | 1            | met Post Malone                         |
| Sacrifice                                            | 2022                  | 16-01-2022            | 8               | 16           |                                         |
| Creepin'                                             | 2022                  | 14-01-2023            | 13              | 29           | met Metro Boomin en 21 Savage / Platina |
| Die for You Remix                                    | 2023                  | 11-03-2023            | 42              | 2            | met Ariana Grande                       |
| Dancing in the Flames                                | 2024                  | 21-09-2024            | 22              | 20           |                                         |

### NPO Radio 2 Top 2000
| Nummers met noteringen in de NPO Radio 2 Top 2000 | '16  | '17  | '18  | '19 | '20  | '21  | '22  | '23  | '24  |
| ------------------------------------------------- | ---- | ---- | ---- | --- | ---- | ---- | ---- | ---- | ---- |
| Blinding Lights                                   | ×    | ×    | ×    | -   | 98   | 156  | 171  | 195  | 270  |
| Can't Feel My Face                                | 1982 | -    | -    | -   | -    | -    | -    | -    | -    |
| I Feel It Coming (met Daft Punk)                  | -    | 1697 | 1516 | -   | 1808 | 1572 | 1585 | 1693 | -    |
| In Your Eyes                                      | ×    | ×    | ×    | ×   | -    | 1627 | 1668 | -    | -    |
| Moth to a Flame (met Swedish House Mafia)         | ×    | ×    | ×    | ×   | ×    | -    | 1495 | 1432 | 1686 |
| Save Your Tears                                   | ×    | ×    | ×    | ×   | -    | 805  | 654  | 790  | 1162 |
| Starboy (met Daft Punk)                           | -    | -    | -    | -   | -    | -    | 1386 | 1369 | 1692 |

1. ↑  Een '-' betekent dat het nummer niet was genoteerd, een '×' betekent dat het nummer nog niet was uitgebracht en een vetgedrukt getal geeft de hoogste notering van een nummer aan.
2. ↑  2016 was het eerste jaar met een notering voor The Weeknd.

- Bibliothèque nationale de France: cb165601727 (data)
- Gemeinsame Normdatei: 1043131655
- International Standard Name Identifier: 0000 0003 8255 6637
- Library of Congress Control Number: no2011195603
- MusicBrainz: c8b03190-306c-4120-bb0b-6f2ebfc06ea9
- Nationale Bibliotheek van Tsjechië: pag2017959695
- Nederlandse Thesaurus van Auteursnamen: 401616037
- Istituto Centrale per il Catalogo Unico: DDSV310807
- Système universitaire de documentation: 251496651
- Virtual International Authority File: 265868278
- WorldCat: E39PBJw8Yfr9pDpdbVkbYBbWXd